# Jack Angel
Pour les articles homonymes, voir Angel.
Jack Angel est un acteur américain né le 24 octobre 1930 à Modesto en Californie et mort le 18 octobre 2021 à Malibu dans le même État.

## Voxographie

### Cinéma
- 1979 : J-Men Forever (en) de Richard Patterson
- 1979 : Nutcracker Fantasy de Takeo Nakamura : Chinese Wiseman
- 1983 : The Legend of Paul Bunyan : Narrateur
- 1985 : Joey de Roland Emmerich : Fletcher the Dummy
- 1986 : Voltron: Fleet of Doom (en) (vidéo) : Zarkon / Cossack
- 1986 : La Guerre des robots (The Transformers: The Movie) de Nelson Shin : Astrotrain
- 1986 : Transformers: Five Faces of Darkness (vidéo) : Astrotrain / Ultra Magnus / Ramjet / Quintesson Judge #3
- 1987 : G.I. Joe: The Movie (vidéo) : Wetsuit
- 1988 : Beetlejuice de Tim Burton : Voice of Preacher
- 1988 : Qui veut la peau de Roger Rabbit (Who Framed Roger Rabbit) : voix additionnelles
- 1989 : La Petite Sirène (The Little Mermaid) de John Musker et Ron Clements : voix additionnelles
- 1990 : Land of Enchantment : voix additionnelles
- 1990 : La Bande à Picsou, le film : Le Trésor de la lampe perdue (DuckTales: The Movie - Treasure of the Lost Lamp) : voix additionnelles
- 1991 : La Belle et la Bête (Beauty and the Beast) : voix additionnelles
- 1991 : Fievel au Far West (An American Tail: Fievel Goes West) : voix additionnelles
- 1992 : Amazing Stories: Book Two (vidéo) : (segment Family Dog)
- 1992 : Porco Rosso (Kurenai no buta) d'Hayao Miyazaki : Voix additionnelles (doublage anglophone
- 1992 : Mom and Dad Save the World de Greg Beeman : Voix additionnelles
- 1992 : Aladdin : Voix additionnelles
- 1994 : L'Irrésistible North (North) : Jake le lapin
- 1995 : Toy Story : Voix additionnelles
- 1995 : Balto chien-loup, héros des neiges (Balto) : Nikki
- 1997 : Hercule (Hercules) : voix additionnelles
- 1998 : 1 001 Pattes (A Bug's Life) : voix additionnelles
- 1998 : Le Prince d'Égypte (The Prince of Egypt) : voix additionnelles
- 1999 : Tarzan : voix additionnelles
- 1999 : Le Géant de fer (The Iron Giant) : voix additionnelles
- 1999 : Situation critique (Deterrence) : Secretary of Defense
- 1999 : Toy Story 2 : Voix additionnelles
- 2000 : Crime + Punishment (Crime and Punishment in Suburbia) : Russ
- 2001 : Shrek : Voix additionnelles
- 2001 : La Trompette magique (The Trumpet of the Swan) de Richard Rich : Justice of the geese
- 2001 : Le Voyage de Chihiro (Spirited Away) : Radish Spirit (doublage anglophone)
- 2001 : A.I. Intelligence artificielle (Artificial Intelligence: AI) : Teddy
- 2001 : Monstres et Cie (Monsters, Inc.) : Voix additionnelles
- 2002 : Lilo et Stitch : Voix additionnelles
- 2002 : La Planète au trésor, un nouvel univers (Treasure Planet) : Voix additionnelles
- 2003 : I Am My Resume de Ron Carlson : Stan Angeles
- 2004 : Les Indestructibles (The Incredibles) : Firefighters
- 2006 : Georges le petit curieux (Curious George) : Elephant
- 2011 : Les Schtroumpfs Un Chant De Noël (The Smurfs: A Christmas Carol) : Grand Schtroumpf
- 2012 : Les Mondes de Ralph (Wreck-It Ralph) : Zombie du jeu The House of the Dead

### Télévision

#### Séries télévisées
- 1969 : Scooby-Doo (Scooby-Doo, Where Are You!) : Voix additionnelles
- 1977 : The All-New Super Friends Hour (en) : The Flash (Barry Allen) / Hawkman (Carter Hall) / Samurai
- 1978 : Challenge of the SuperFriends (en) : Hawkman (Carter Hall)
- 1979 : Scooby-Doo et Scrappy-Doo (Scooby-Doo and Scrappy-Doo) : Voix additionnelles
- 1981 : Les Schtroumpfs (Smurfs) : Voix additionnelles
- 1981 : Spider-Man
- 1982 : Meatballs & Spaghetti (en)
- 1983 : Monchhichis
- 1983 : Mystérieusement vôtre, signé Scoubidou (The All-New Scooby and Scrappy-Doo Show)
- 1984 : Voltron (Voltron: Defender of the Universe) : Cossack
- 1984 : SuperFriends: The Legendary Super Powers Show (en) : Samurai (Toshio Eto)
- 1984 : Pole Position : Dr Zachary
- 1984 : Transformers (série télévisée d'animation) : Voix additionnelles
- 1985 : G.I. Joe : Wet Suit, Pierre LaFonte
- 1985 : Jem et les Hologrammes : Emmett Benton
- 1986 : The Super Powers Team: Galactic Guardians (en) : Flash (Barry Allen)
- 1987 : Sab-Rider le chevalier au sabre (Saber Rider and the Star Sheriffs)
- 1987 : Tortues Ninja : Les Chevaliers d'écaille (Teenage Mutant Ninja Turtles) : voix additionnelles
- 1988 : Denver, le dernier dinosaure (Denver, the Last Dinosaur) : prof. Chin
- 1988 : Dino Riders : Voix additionnelles
- 1989 : Ring Raiders (en) : Make
- 1990 : Peter Pan et les Pirates (Peter Pan and the Pirates) : Cookson / Mullins
- 1990 : Le Magicien d'Oz (en) (The Wizard of Oz)
- 1991 : Spacecats : voix additionnelles
- 1991 : ProStars (en) : voix additionnelles
- 1992 : Super Dave: Daredevil for Hire (en) : Various
- 1993 : Bonkers : Max Coody
- 1995 : The Mask, la série animée (The Mask) : voix additionnelles
- 1995 : 20 000 lieues dans l'espace (Space Strikers) : Victory the Solarian
- 1996 : All-New Dennis the Menace : voix additionnelles
- 1996 : Casper : voix additionnelles
- 2000 : Harvey Birdman, Attorney at Law
- 2003 : Mona le vampire (Mona the Vampire) : Thor
- 2003-2007 : Jojo Circus (Jojo's Circus) : Edgard
- 2004 : Caillou : Charles Dickens

#### Téléfilms
- 1986 : G.I. Joe: Arise, Serpentor, Arise! : Wet Suit
- 1987 : Blondie and Dagwood : Mr. Beasley / Herb Woodley
- 2002 : Rapsittie Street Kids: Believe in Santa : Bob